# Aguilar de Bureba
Aguilar de Bureba è un comune spagnolo di 57 abitanti situato nella comunità autonoma di Castiglia e León.